# Programa Nacional Fronterizo (PRONAF)
El Programa Nacional Fronterizo (ProNaf) fue un programa del gobierno federal para el desarrollo de las poblaciones fronterizas de México creado durante el gobierno del presidente Adolfo López Mateos. Fue el primer mecanismo planificado para la integración económica, política y cultural del espacio fronterizo dirigido por el Estado mexicano como interventor para la mejora de las condiciones de la calidad de vida de los fronterizos a través de la generación de fuentes de trabajo e impulso a la cultura. El ProNaf, entre 1961 y 1965, procuró el impulso de las actividades económicas productivas de las poblaciones fronterizas con respecto a la economía nacional. Este programa se ubica dentro del periodo histórico que se denominó como desarrollo estabilizador dentro de la economía mexicana.
El programa fue dirigido desde su etapa inicial en 1961 por el político y empresario Antonio J. Bermúdez, quien durante los sexenios de los presidentes Miguel Alemán Valdés y Adolfo Ruiz Cortines, se desempeñó como director de Petróleos Mexicanos. En palabras del director del ProNaf, se trató de un programa de labor nacionalista, señalando que el "Rescatar nuestros mercados fronterizos del norte es un reto a nuestra inteligencia, a nuestra habilidad y a nuestro patriotismo".

## Objetivos
Antonio J. Bermúdez señala que, para el cumplimiento de las funciones del ProNaf se establecieron diez objetivos: 
- Elevar el nivel de vida de los habitantes mediante la estabilidad económica.

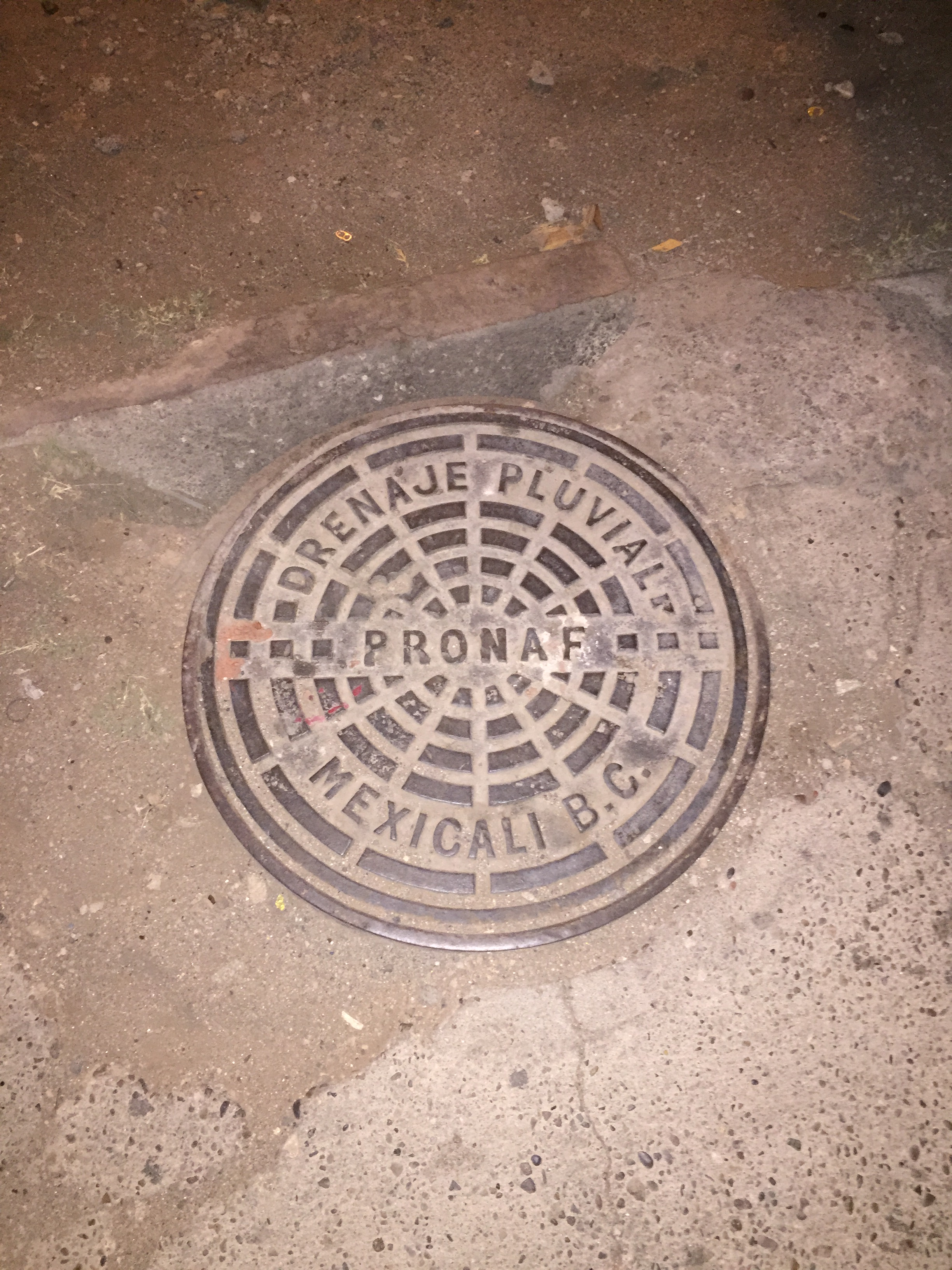
Alcantarilla relativa al Programa Nacional Fronterizo

- Alcantarilla relativa al Programa Nacional Fronterizo Incrementar el consumo de productos nacionales.
- Promover la creación de nuevas fuentes de ocupación.
- Crear atractivos culturales y recreativos para estimular las corrientes turísticas.
- Proveer a la frontera norte de productos artesanales de las diversas regiones del país destacando su valor artístico.
- Suministrar productos originarios de Latinoamérica.
- Mejorar la apariencia física de las poblaciones fronterizas “en beneficio de la fama buen nombre de México”, ya que son las puertas de entrada al país.
- Incrementar el nivel cultural de la población mediante la preparación técnica de sus habitantes en las nuevas industrias establecidas en dichas zonas, así como evitar que la población escolar mexicana acuda a planteles norteamericanos.
- Exaltar los valores históricos, el idioma, las artes y el folclor con el fin de atraer al turismo, especialmente el estudiantil.
- Incrementar el desarrollo económico a través del suministro de productos nacionales en la frontera con precios competitivos, el turismo y la industrialización.[3]

## Poblaciones
El programa fue diseñado para ser implementado en poblaciones ubicadas en las fronteras terrestres el país. Dada la dinámica económica de las poblaciones fronterizas al norte de México, que se encontraban vinculadas de forma muy estrecha con la economía de las ciudades fronterizas de Estados Unidos, el ProNaf estableció un especial énfasis en  la asignación de recursos públicos a través del programa en las siguientes poblaciones. 

### Ensenada.

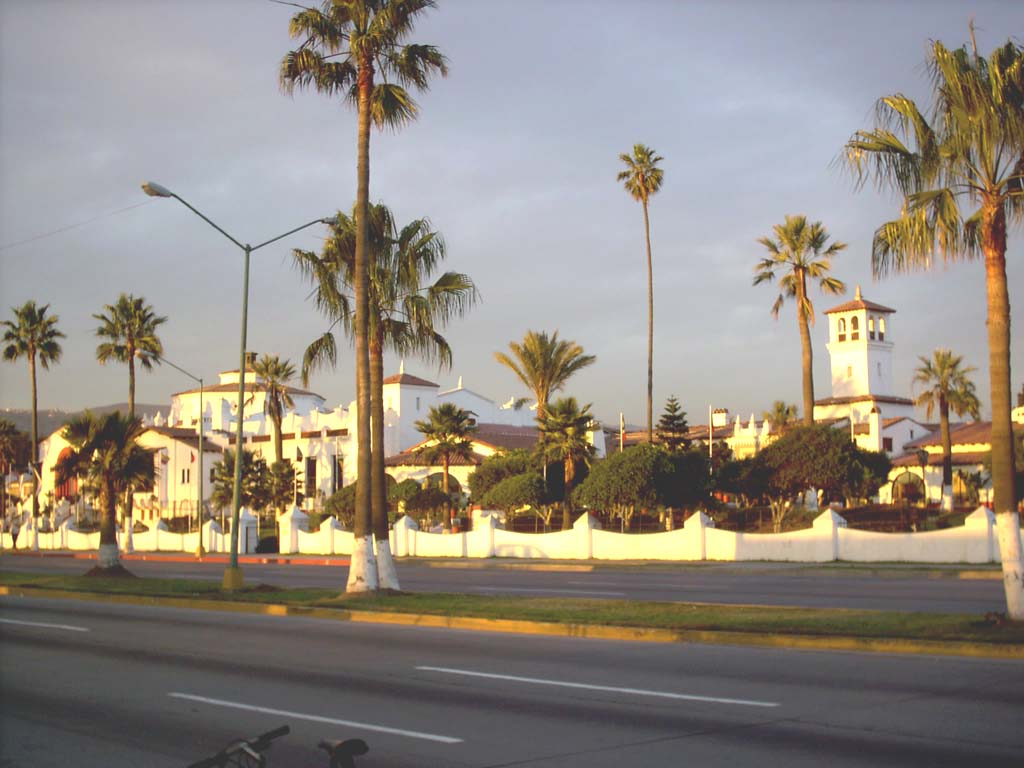
Centro Cultural Cívico y de Convenciones Riviera del Pacífico, Ensenada, Baja California.

El puerto de Ensenada fue pensado como un importante punto de atractivo turístico e industrial en el norte del pacífico mexicano. Su cercanía fronteriza con el estado de California en Estados Unidos y su vocación extractiva de productos del mar motivaron el interés del gobierno por emprender el desarrollo de complejos turísticos y hoteleros como lo fue el Hotel Playa Ensenada tras la adquisición del antiguo Hotel Riviera del Pacífico, entre otros objetivos se planteó la realización de producciones cinematográficas en la región.

### Mexicali.
La ciudad de Mexicali representaba un mercado de más de trecientas mil personas que, en muchas ocasiones, no contaban con los suficientes espacios para realizar sus actividades de consumo de bienes y mercancías del lado mexicano de la frontera. De tal suerte que, recurrían a adquirir productos a la ciudad estadounidense de Calexico, en California. El interés de comerciantes y empresarios locales de transitar al desarrollo de actividades de manufactura a niveles industriales aceleró las solicitudes de mayor infraestructura para la ciudad. 
Entre las obras de infraestructura que se desarrollaron con recursos del ProNaf fueron la construcción de la avenida Adolfo López Mateos que se extendió  por tres kilómetros de longitud desde la frontera con Estados Unidos y con dirección al sur de la ciudad de Mexicali. La vialidad de 45 metros de ancho se dirigía a los terrenos adquiridos sobre una superficie de 25 hectáreas, uno de los objetivos del ProNaf consistía en incrementar la plusvalía de los terrenos a través de la construcción de un espacio que albergara los edificios de los poderes Federal, Estatal y Municipal, además de espacios destinados al comercio convirtiéndolo en un espacio altamente urbanizado muy cercano a la frontera. De forma posterior, el proyecto logró concretarse en lo que hoy se conoce como el Centro Cívico de Mexicali que alberga los edificios de los Poderes Legislativo, Ejecutivo y Judicial del Gobierno del Estado de Baja California, además, de la presidencia municipal de Mexicali.  